# De Tuinen (Bleiswijk)
De Tuinen is een nieuwbouwwijk in de wijk Hoekeindse Zoom in de plaats Bleiswijk, in de Nederlandse provincie Zuid-Holland. De wijk is gebouwd in een voormalig glastuinbouwgebied en ligt in de buurt van het recreatiegebied Rottemeren.
De Tuinen is verder onderverdeeld in de buurten in Tuin oost, Tuin west en Tuinen.